# Cleveland Browns 1963
La stagione 1963 dei Cleveland Browns è stata la 14ª della franchigia nella National Football League, la 18ª complessiva. La squadra terminò con un record di 10-4, seconda nella NFL Eastern Conference. Il running back Hall of Famer Jim Brown guidò la lega in yard corse per la sesta volta nelle ultime sette stagioni. I Browns stabilirono un record NFL guadagnando 5,74 yard a corsa. Questa fu la prima stagione in cui Paul Brown, l'allenatore della squadra sin dalla sua fondazione, non allenò i Browns per contrasti con il proprietario Arthur Modell.

## Calendario
| Stagione regolare |              |                        |           |          |
| Turno             | Data         | Avversario             | Risultato | Pubblico |
| 1                 | 15 settembre | Washington Redskins    | V 37–14   | 57,618   |
| 2                 | 22 settembre | at Dallas Cowboys      | V 41–24   | 28,710   |
| 3                 | 29 settembre | Los Angeles Rams       | V 20–6    | 54,713   |
| 4                 | 5 ottobre    | Pittsburgh Steelers    | V 35–23   | 84,684   |
| 5                 | 13 ottobre   | at New York Giants     | V 35–24   | 62,956   |
| 6                 | 20 ottobre   | Philadelphia Eagles    | V 37–7    | 75,174   |
| 7                 | 27 ottobre   | New York Giants        | S 6–33    | 84,213   |
| 8                 | 3 novembre   | at Philadelphia Eagles | V 23–17   | 60,671   |
| 9                 | 10 novembre  | at Pittsburgh Steelers | S 7–9     | 54,497   |
| 10                | 17 novembre  | St. Louis Cardinals    | S 14–20   | 75,932   |
| 11                | 24 novembre  | Dallas Cowboys         | V 27–17   | 55,096   |
| 12                | 1 dicembre   | at St. Louis Cardinals | V 24–10   | 32,531   |
| 13                | 8 dicembre   | at Detroit Lions       | S 10–38   | 51,382   |
| 14                | 15 dicembre  | at Washington Redskins | V 27–20   | 40,865   |

## Classifiche
| NFL Eastern Conference |    |    |   |      |       |     |     |     |
|                        | V  | S  | P | %    | CONF  | PF  | PS  | STR |
| New York Giants        | 11 | 3  | 0 | .786 | 9–3   | 448 | 280 | V3  |
| Cleveland Browns       | 10 | 4  | 0 | .714 | 9–3   | 343 | 262 | V1  |
| St. Louis Cardinals    | 9  | 5  | 0 | .643 | 8–4   | 341 | 283 | S1  |
| Pittsburgh Steelers    | 7  | 4  | 3 | .636 | 7–3–2 | 321 | 295 | S1  |
| Dallas Cowboys         | 4  | 10 | 0 | .286 | 3–9   | 305 | 378 | V1  |
| Washington Redskins    | 3  | 11 | 0 | .214 | 2–10  | 279 | 398 | S3  |
| Philadelphia Eagles    | 2  | 10 | 2 | .167 | 2–8–2 | 242 | 381 | S2  |

Note: I pareggi non venivano conteggiati ai fini della classifica fino al 1972.